# Počaply
Počaply är en ort i Tjeckien. Den ligger i den centrala delen av landet, 30 km sydväst om huvudstaden Prag. Počaply ligger 245 meter över havet och antalet invånare är 103.
Terrängen runt Počaply är kuperad norrut, men söderut är den platt. Počaply ligger nere i en dal. Runt Počaply är det ganska glesbefolkat, med 42 invånare per kvadratkilometer. Närmaste större samhälle är Beroun, 4,4 km nordost om Počaply. Trakten runt Počaply består till största delen av jordbruksmark.